# شهرستان سوووروفو
شهرستان سوووروفو (به بلغاری: Suvorovo Municipality) یک شهرستان در بلغارستان است که در استان وارنا واقع شده‌است. شهرستان سوووروفو ۲۱۶ کیلومتر مربع مساحت و ۷٬۵۴۴ نفر جمعیت دارد.